# Calytrix merrelliana
Calytrix merrelliana là một loài thực vật có hoa trong Họ Đào kim nương. Loài này được (F.Muell. & Tate) Craven mô tả khoa học đầu tiên năm 1987.